# لنتیای
لنتیای (به ایتالیایی: Lentiai) یک کومونه در ایتالیا است که در استان بلونو واقع شده‌است.

## خصوصیات
لنتیای ۳۷٫۶ کیلومترمربع مساحت و ۳٬۰۲۰ نفر جمعیت دارد.